# 西郡勲
西郡 勲（にしごおり いさお、1975年1月14日 - ）は、日本の映像作家である。
文化学院高等部美術科在学中に、CGを駆使したVJを始める。「95' MTV Station-ID コンテスト」でのグランプリ受賞をきっかけにMTV JAPANへ入社し、クリエイティブプロダクションP.I.C.S.を経て、現在フリーランスとなる。演出、監督業のほか、自らCG制作を行っている。MV「彩-SAI-(前編)～廻る、巡る、その核へ」より、CGデザイナーの米澤拓也との共同作業を行っている。Siggraph、PROMAX&BDAなどの受賞歴や、2004年の文化庁メディア芸術祭でアニメーション部門優秀賞を受賞している。2006年にはエジンバラ国際映画祭と広島国際アニメーションフェスティバルにて作品招待となった。

## 監督作品

### ミュージックビデオ
- ACIDMAN
  - 「水写」
  - 「彩-sai- (inst Ver.) 」
  - 「イコール」
  - 「Colors of the Wind」
  - 「[short film] 彩-SAI-(前編)～廻る、巡る、その核へ」
    - SPACE SHOWER Music Video Awards05　BEST ROCK VIDEO
    - 平成16年度（第8回）文化庁メディア芸術祭　アニメーション部門優秀賞受賞
    - Vila Do Condo(ポルトガル映画祭）コンペ部門ノミネート
    - クレモンフェラン映画祭  招待作品
    - SICAF Animation Film Festival  優秀賞受賞

  - 「ある証明」
  - 「SOL」
  - 「季節の灯」
  - 「world symphony」
  - 「Walking Dada」
  - 「UNFOLD」
- YA-KYIM「beauty × beauty」
- FUNKIST「BORDER」
- 矢沢洋子「羅針盤」

### みんなのうた
- ◆は、5分間1曲枠の楽曲（ロングのうた）。
- ふつうとは / 東京事変（2022年2月・3月放送）

### その他
- 日本科学未来館　MEGASTAR-2 cosmos　プラネタリウム番組「暗やみの色」オープニング映像
- 三國志11　歴史シミュレーションゲーム　オープニング映像
- 開国博Y150　横浜開港150周年記念　展示イベント「アースバルーン HOME」映像担当
- 平清盛 (NHK大河ドラマ)　オープニングＣＧ映像
- TOKYO STATION VISION　東京駅丸の内駅舎保存・復原工事 完成記念イベント　東京駅が楽器になる映像パート担当

### CM
- SEIKO
- Panasonic
- アイリバー・ジャパン
- MIZUNO CORPORATION